# Адемар III (виконт Лиможа)

Виконтство Лимож на карте Франции XII века

Адемар III Бородатый (фр. Adémar III «le Barbu» de Limoges; ум. 1139) — виконт Лиможа с 1090 года. Последний представитель династии, правившей Лиможем с IX века.
Родился ок. 1070 года Сын и наследник Адемара II.
Вёл кровопролитные войны с соседями (графы Перигора, Госельм, сеньор де Пьер-Буфьер), виконт Эбль де Вантадур).
Возвращаясь из паломничества (в Нотр-Дам де Пюи), попал в засаду и два года провёл в плену у Эбля де Вантадура. Всё это время не брился, отсюда прозвище — Бородатый. Освобождён за выкуп в 12 тысяч золотых су.

## Семья
Первой женой Адемара III была сестра графа Гильома V Ангулемского. От неё дети:
- Ги III (ум. 1124), управлял виконтством, пока отец был в заключении. Вероятно, отравлен мачехой.
- Бруниссенда, муж — Аршамбо де Комборн.

Вторая жена (ок. 1100) — Мария де Кар (де Каррио). От неё дети:
- Эли (ум. 1125), бездетный.
- Эмма, 1-й муж Бардон де Коньяк, 2-й муж (1136) Гильом X, герцог Аквитании, 3-й муж Гильом VI Ангулемский.

Адемар III в 1138 году удалился на покой в монастырь Клюни. Он завещал все свои владения внукам Ги и Адемару — сыновьям Бруниссенды.